# WYSIWYM
WYSIWYM es un acrónimo que significa «lo que ves es lo que quieres decir» (en inglés: What You See Is What You Mean). Es un paradigma para la creación de documentos alternativo al modelo (más difundido) WYSIWYG.
En este paradigma, el usuario se encarga de introducir los contenidos de forma estructurada siguiendo su valor semántico, en lugar de indicar su formato de representación final. Por ejemplo, indicando si lo que está escribiendo es un título, una sección, un autor, etc. Para poder utilizar este tipo de editores es necesario conocer, a priori, la estructura del documento que se va a editar. Además, el procesador de texto debe ser capaz de generar el documento en su formato final, coherente con el texto introducido y siguiendo la estructura utilizada.
La principal ventaja de este sistema es que se produce una total separación entre contenido y presentación. Por lo que el usuario sólo debe preocuparse de estructurar y agregar los contenidos, dejando los aspectos visuales a cargo del sistema de exportación. Además la exportación podrá realizarse en distintos formatos a partir de los mismos contenidos.

## Procesadores de texto WYSIWYM
LyX
El primer procesador de textos (y primer editor) en utilizar el modelo WYSIWYM es el programa LyX. LyX está diseñado como un editor gráfico construido sobre un procesador de LaTeX, por lo que está especialmente enfocado, aunque no limitado, a la creación de documentos científicos.
En este caso, la estructura de los documentos que se pueden editar viene dada en forma de plantillas propias del editor, que a su vez hacen referencia a tipos de documentos LaTeX. El proceso para generar el documento con su apariencia final es doble, en primer lugar se transforman los contenidos de un formato propio a formato LaTeX y a continuación, el procesador de LaTeX genera el documento en su formato final (DVI, PDF, etc.).
Nesteditor
De forma muy similar a Lyx, trabaja Nestededitor, un proyecto bajo licencia Free/Libre and Open Source Software bajo licencia GPL2+ y Multiplatforma (Ubuntu 11.10+ Oneric Ocelot GNU/Linux, Debian Wheezy GNU/Linux, Windows XP, Windows Vista y Windows 7)  desarrollado por Carlos Jenkins. Escrito en Python utiliza un superconjunto de etiquetas basadas en txt2tags, que permiten dotar al editor de mayores funcionalidades. Asimismo, es posible introducir filtros utilizando la sintaxis de Python.
Celtx
Celtx es un programa gratuito para escritura de guiones audiovisuales, obras de teatro y libros de historietas con un enfoque WYSIWYM (What You See Is What You Mean, lo que ves es lo que quieres decir). El programa se encuentra bajo la Licencia Pública Celtx, que es derivada de la Licencia Pública de Mozilla. Celtx dispone de herramientas que permiten al usuario hacer desgloses de guion, calendario de producción y demás elementos comunes en la preproducción de piezas audiovisuales.
Celtx dispone de la posibilidad de trabajar en grupo, vía internet, con otros usuarios.

## WYSIWYM en entornos web
La edición de páginas web está dominada por el modelo de edición WYSIWYG. Aunque este modelo ha sido criticado, especialmente por generar páginas de escasa calidad, y hay voces que reclaman un cambio hacia editores del tipo WYSIWYM.
El primer editor web en definirse como un editor WYSIWYM es el WYMEditor. En este editor la estructura de los documentos se define mediante clases CSS aplicables a elementos HTML. Dichas clases también contienen la información acerca de la estética final del documento. Aunque sigue un modelo WYSIWYM, el formato de los documentos es siempre HTML, por lo que las posibilidades para definir estructuras y generar el documento final se limitan a definir nuevas clases y aplicarles elementos de presentación.
En el año 2008 INTECO, desarrolló un proyecto, merecedor de un premio, cuyo objetivo era definir una arquitectura que permitiese el uso de editores puramente WYSIWYM. Para ello utilizaba un lenguaje propietario, denominado WebCS, que definie la estructura de los documentos. Mediante un editor WYSIWYM se editarían los contenidos propios de cada tipo de documento. Estos contenidos se almacenan en un formato XML, etiquetados según su valor semántico, y la transformación al formato de documento final se realiza mediante una hoja de estilos XSL. Por lo que los contenidos pueden transformarse a cualquier otro formato. En este caso la separación entre contenido y presentación se realiza mediante el par XML-XSL, por lo que se produce a un nivel superior que la separación aportada por HTML-CSS. Actualmente el proyecto se encuentra abandonado y en la página web de INTECO se hace mención únicamente al premio recibido en el año 2008.